# Welcome 2 America
Albums de Prince
Hitnrun Phase Two
(2015)
Singles
1. Welcome 2 America
Sortie : 9 avril 2021
2. Born 2 die[1]
Sortie : 3 juin 2021
3. Hot summer[2]
Sortie : 22 juillet 2021

Welcome 2 America est un album posthume de Prince. Il est publié sur son propre label, NPG Records le 30 juillet 2021. Les titres sont enregistrés en 2010 dans son studio de Paisley Park avec Tal Wilkenfeld à la basse et Chris Coleman à la batterie avant d'être complétés par Prince et son groupe  New Power Generation. D'un ton très politique, l'album n'est finalement pas publié du vivant du musicien, mais onze ans après son enregistrement.

## Présentation
L'album contient 12 titres inédits : 11 écrits et composés par Prince et une reprise du titre  Stand Up and B Strong de Soul Asylum. Prince l'enregistre au printemps 2010 dans son studio Paisley Park dans le Minnesota. La base instrumentale des morceaux est tout d'abord mise en boîte avec la bassiste Tal Wilkenfeld et son ami batteur Chris Coleman qu'il a invités dans son studio pour de prolifiques sessions. Il complète les titres avec son groupe New Power Generation avant de débuter le Welcome 2 America Tour mais décide de ne pas le publier. « Je n’ai pas toujours donné la meilleure chanson aux labels. Il y a des chansons dans le ‘Vault’ que personne n’a jamais entendues (…) des tonnes de choses enregistrées pendant différentes périodes »,. Lors de la tournée qui commence en décembre 2010, il chante les titres Welcome 2 America et Hot Summer issus de l'album. Hot summer n’a été diffusé qu’une seule fois le jour du 52ème anniversaire de Prince, le 7 juin 2010. Le chanteur l’avait joué sur les ondes de la station de radio du Minnesota The Current. « Cette diffusion a eu lieu après la vague de chaleur qui a balayé le Minnesota cette année-là, et le morceau s’inspirait de la météo ainsi que de la pop de la côte ouest, mais avec une touche new wave des années 80 ».
L'album a été composé après l'élection de Barack Obama alors que Prince « réfléchissait profondément aux problèmes affectant la communauté noire et au rôle qu’il espérait jouer dans le mouvement pour la justice sociale » d'après le communiqué de presse de son label. Le  coproducteur de l'album et claviériste Morris Hayes souligne que Prince « s’attaque directement à la condition de l’Amérique, ce qui se passe avec les réseaux sociaux, les injustices et la conscience sociale », ainsi que le racisme avec le titre Running Game (Son of a Slave Master) et les conflits religieux avec Same Page, Different Book. Au sujet du titre éponyme de l'album Welcome 2 America, Prince avait déclaré dans un communiqué en 2010 que « Le monde est plein de désinformation. La vision de l’avenir de George Orwell est là. Nous devons rester fidèles à la foi dans les temps difficiles à venir ».

## Liste des titres
Toutes les chansons sont écrites et composées par Prince sauf.
| No  | Titre                                | Note(s)                | Durée |
| --- | ------------------------------------ | ---------------------- | ----- |
| 1.  | Welcome 2 America                    |                        | 5:23  |
| 2.  | Running Game (Son of a Slave Master) |                        | 4:05  |
| 3.  | Born 2 Die                           |                        | 5:03  |
| 4.  | 1000 Light Years From Here           |                        | 5:46  |
| 5.  | Hot Summer                           |                        | 3:32  |
| 6.  | Stand Up and B Strong                | reprise de Dave Pinner | 5:18  |
| 7.  | Check The Record                     |                        | 3:28  |
| 8.  | Same Page, Different Book            | Ecrit avec Shelby J.   | 4:41  |
| 9.  | When She Comes                       |                        | 4:46  |
| 10. | 1010 (Rin Tin Tin)                   |                        | 4:42  |
| 11. | Yes                                  |                        | 2:56  |
| 12. | One Day We Will All B Free           |                        | 4:41  |

## Musiciens
Selon le livret inclut avec l'album :
- Prince – chant, chœurs, guitares, claviers, basse synthé, drum-machine, percussions, claquements de mains, tous les instruments sur (10)
- Tal Wilkenfeld – basse sur tous les titres sauf (4, 10)
- Morris Hayes – claviers, percussions sur (1-3, 5, 7, 8)
- Shelby Johnson – choeurs
- Liv Warfield –choeurs
- Elisa Fiorillo – choeurs
- Chris Coleman – batterie

## Edition DeLuxe
Cette version comprend un Blu-Ray du concert filmé au forum d’Inglewood le 28 avril 2011.  